# Шпион (фильм, 2015)
«Шпион» (англ. Spy) — американский комедийный фильм с элементами боевика режиссёра и сценариста Пола Фига. Главную роль специального агента Сьюзан Купер сыграла Мелисса Маккарти. Основного злодея сыграла Роуз Бирн, тогда как Джейсон Стейтем и Джуд Лоу — коллег Сьюзан Купер по ЦРУ.
Премьера фильма состоялась в рамках кинофестиваля SXSW в марте 2015 года с похвалой от критиков, которые отмечали, что Сьюзан Купер является лучшей ролью в карьере Маккарти. В широкий прокат фильм вышел 4 июня 2015 года.

## Сюжет
Сьюзен Купер — 40-летняя одинокая сотрудница ЦРУ, работает в офисе, удалённо помогая своему партнеру, полевому агенту Брэдли Файну, на миссиях. Файн случайно убивает торговца оружием Тихомира Боянова, прежде, чем узнаёт от него местонахождение портативной ядерной бомбы. Сьюзен приводит доказательства того, что Рейна, дочь Боянова, связалась с посредником террористом Серджио Де Лука, поэтому Файн проникает в её дом. Рейна стреляет из пистолета, в то время как Сьюзен наблюдает за происходящим. Рейна рассказывает, что знает личности главных агентов, включая Рика Форда и Карен Уокер. Сьюзен, чья личность неизвестна, добровольно соглашается отследить Рейну (Сьюзен когда-то подавала надежды как агент). Когда её босс Элейн Крокер неохотно соглашается, ультрамачо Форд уходит с отвращением.
Со своей лучшей подругой Нэнси, обеспечивающей удалённую разведку, Сьюзен отправляется в Париж. Форд появляется и предупреждает, что она потерпит неудачу из-за неопытности. Сьюзен обнаруживает, что офис Де Луки сгорел, но находит фотографию человека, стоящего рядом с огнём. Появляется Форд, снова спорит с Сьюзен и уходит. Сьюзен видит, как человек с фото подменил рюкзак Форда на рюкзак с бомбой. Сьюзен вовремя предупреждает Форда во время концерта Верки Сердючки, а затем преследует мужчину, случайно убив его во время последовавшей драки. На его теле она находит доказательство того, что Де Лука едет в Рим.
В Риме Сьюзен встречается со своим контактом Альдо. Она следует за Де Лука в казино, где спасает жизнь Рейны. Рейна приглашает Сьюзен в свое близкое окружение и доставляет её на частном самолёте в Будапешт. В середине полета стюард убивает команду Рейны, но Сьюзен справляется с ним. Рейна считает Сьюзен агентом ЦРУ, но Сьюзен убеждает, что отец Рейны нанял её для защиты дочери.
Нэнси присоединяется к Сьюзен в Будапеште. После того, как в неё стреляют, Сьюзен преследует и ловит потенциального убийцу: Карен, которая продала Рейне имена агентов. Она пытается застрелить Сьюзен, но невидимый снайпер убивает Карен. Сьюзен, Нэнси и Альдо сопровождают Рейну на вечеринку, чтобы встретиться с контактом Рейны Лиа. Нэнси отвлекает публику, нападая на приглашённого исполнителя 50 Cent, чтобы Сьюзен могла задержать Лиа, но неуместное вмешательство Форда позволяет Лиа убежать. Сьюзен ловит её, во время жестокой драки Файн спасает Сьюзен от смерти. Файн подстроил своё убийство и является любовником и помощником Рейны.
Рейна сажает в тюрьму Сьюзен и Альдо, но Файн посещает их и рассказывает, что он завоёвывает доверие Рейны, чтобы найти ядерное оружие, и именно он убил Карен. Сьюзен и Альдо убегают, а Сьюзен следует за Файном и Рейной в особняк Де Луки, где она убеждает их, что ЦРУ плохо обращалось с ней, и она сделает всё, чтобы защитить Файна, признавшись, что любит его. Прибывает террорист Сольса Дудаев, даёт Де Лука чемодан, полный бриллиантов, и Рейна показывает устройство. Де Лука убивает Дудаева и его людей, рассказывает о своём плане перепродать устройство другому покупателю, а затем готовится застрелить Рейну. Форд отвлекает его, позволяя Сьюзен убить его людей. Де Лука убегает на вертолёте с устройством и бриллиантами, но Сьюзен хватается за шасси. В завязавшейся борьбе Сьюзен бросает алмазы и устройство в озеро. Де Лука пытается застрелить Сьюзен, но Нэнси, следуя за вертолётом вместе с 50 Cent, стреляет в него первой. Де Лука падает с вертолёта в озеро, предположительно мёртвый.
Ядерная бомба найдена, Рейна арестована, но она заключает мир с Сьюзен, принимая её как друга. Форд, понимая, что недооценил Сьюзен, наконец-то хвалит её навыки. Крокер говорит Сьюзен, что она останется полевым агентом и что её следующее назначение будет в Праге. Файн приглашает Сьюзен на ужин, но она выбирает повеселиться с Нэнси. На следующее утро Сьюзен просыпается в постели рядом с Фордом и кричит, в то время как Форд утверждает, что ей "понравилось".
Во время титров приводятся подробности Сьюзен о различных миссиях по всему миру.

## В ролях
| Актёр             | Роль                                             |
| ----------------- | ------------------------------------------------ |
| Мелисса Маккарти  | Сьюзан Купер аналитик и координатор Брэдли Файна |
| Роуз Бирн         | Рейна Боянова                                    |
| Миранда Харт      | Нэнси Артингстейл аналитик ЦРУ                   |
| Джейсон Стейтем   | специальный агент Рик Форд                       |
| Джуд Лоу          | специальный агент Брэдли Файн                    |
| Эллисон Дженни    | Директор ЦРУ Элейн Крокер                        |
| Бобби Каннавале   | посредник Серджио де Лука                        |
| Питер Серафинович | Альдо агент в Риме                               |
| Морена Баккарин   | специальный агент Карен Уокер                    |
| Джессика Чаффин   | Шэрон аналитик и координатор Рика Форда          |
| Раад Рави         | Тихомир Боянов продавец ядерной бомбы            |
| Наргис Факхри     | Лиа человек де Луки                              |
| Бьёрн Густафссон  | Антон телохранитель Рейны                        |
| Сергей Онопко     | Христо человек де Луки                           |
| Карлос Понсе      | специальный агент Мэттью Райт                    |
| Уилл Юн Ли        | специальный агент Тимоти Кресс                   |
| Ричард Брейк      | террорист Дудаев                                 |
| Иван Камараш      | конферансье                                      |
| Кертис Джексон    | камео                                            |
| Верка Сердючка    | камео                                            |

## Производство
В июне 2013 года Пол Фиг заявил, что он разрабатывает идею шпионской комедии «Susan Cooper» для кинокомпании 20th Century Fox. Фиг сам писал сценарий и планировал поставить картину, он также начал поиск актрисы на заглавную роль. 12 ноября Fox назвали дату премьеры — 22 мая 2015 года. 28 марта 2014 года фильм сменил название на «Spy».

### Кастинг
25 июля 2013 актрису Мелиссу Маккарти утвердили на главную роль. 17 октября к ней присоединилась Роуз Бирн. 21 октября Джейсон Стейтем встретился с Полом Фигом, чтобы обсудить своё участие в фильме; 26 февраля 2014 он официально присоединился к фильму.
6 марта 2014 актёр Джуд Лоу вступил в заключительную часть переговоров о своем участии в фильме. Наргис Факхри присоединилась к фильму 12 марта. Сообщалось, что она сыграет одного из тайных агентов. 28 марта к фильму присоединились Эллисон Дженни, сыгравшая главу ЦРУ, Бобби Каннавале и Миранда Харт.
Маккарти сыграла Сьюзан Купер, аналитика ЦРУ, которая отправляется в разведку, чтобы найти человека, ответственного за смерть её возлюбленного — элегантного супершпиона, которого сыграл Джуд Лоу. Стейтем сыграл самоуверенного, но неуклюжего шпиона; Каннавале исполнил роль злодея, итальянского плейбоя.
1 апреля стало известно, что 50 Cent сыграет в фильме самого себя. Также в съемках фильма принимал участие Андрей Данилко / Верка Сердючка с песней «Dancing Lasha Tumbai», с которой он участвовал в Евровидении 2007 от Украины.

### Съёмки
Съёмки начались 31 марта в Будапеште, Венгрия.